# یونیا، میسوری
یونیا (به انگلیسی: Ionia) یک روستا (ایالات متحده آمریکا) در ایالات متحده آمریکا است که در میزوری واقع شده‌است.
 یونیا ۰٫۳۸ کیلومتر مربع مساحت و ۸۸ نفر جمعیت دارد و ۲۹۲ متر بالاتر از سطح دریا واقع شده‌است.